# Billy Hatcher and the Giant Egg
Billy Hatcher and the Giant Egg est un jeu vidéo développé par la Sonic Team et édité par Sega sur console Nintendo GameCube, sorti le 23 septembre 2003 aux États-Unis, le 9 octobre 2003 au Japon et le 31 octobre 2003 en Europe. Une version PC est éditée en Europe le 31 mars 2006.
Ce jeu à l'aspect délibérément enfantin propose un intérêt tout particulier à travers son gameplay original.

## Scénario
Le monde merveilleux de Morning Land est renversé par des corbeaux maléfiques. Autrefois habité par les sympathiques poulets, Morning Land est sous le joug du sinistre Dark Raven, maître des ténèbres. Après avoir sauvé un poulet sans défense des attaques de corbeaux, Billy et ses amis sont transportés jusqu'à Morning Land et chacun d'entre eux est alors revêtu d'un costume de poulet spécifique qui leur confère le pouvoir de mouvoir, utiliser et faire éclore des œufs géants.
Billy est informé par le dieu des poulets qu'il a pour mission de sauver les six sages (qui sont aussi des poulets) pour sauver Morning Land et pour empêcher les ténèbres de gagner son propre monde. Mettre en déroute les corbeaux qui détiennent chaque sage fera se lever le jour sur la zone qu'ils occupent. Chaque sage est emprisonné dans des œufs d'or que Billy a pour mission de faire éclore pour les libérer. À travers le jeu, Billy devra mettre à mal chaque boss et libérer les six sages. Une fois Dark Raven vaincu, le jour revient sur Morning Land. Après avoir célébré leur victoire et reçu les honneurs de la communauté des poulets, Billy et ses amis abandonnent leurs costumes de poulet pour retourner chez eux.

## Univers

### Personnages
Le personnage principal, Billy Hatcher, est un garçon énergique venu du monde des humains. Il fait des apparitions dans de nombreux jeux de Sega tels que Sonic Riders: Zero Gravity. Rolly Roll est une fille gentille et nonchalante, qui vient toujours en aide à ceux qui en on besoin mais peut parfois paraître écervelée. Chick Poacher, le plus jeune et le plus petit de la bande, porte des lunettes de sécurité sur la tête ainsi que la plus grosse crête. Bantam Scrambled est le copain costaud de Billy, Rolly, et Chick. Son costume est vert et orange et porte le costume de poulet le plus large de tous.

## Système de jeu
Billy Hatcher and the Giant Egg bénéficie d'un gameplay unique consistant à manipuler des œufs gigantesques et leur imprimant un mouvement de rotation autour de leur axe. Le héros, contrôlé par le joueur peut également courir et sauter. Saugrenu en apparence, le principe du gameplay basé sur l'utilisation des œufs est inédit et non dénué d'intérêt. S'emparant d'un œuf, Bily peut courir plus vite, devient plus agile, peut effectuer de violentes accélérations, le lancer à la manière d'un boomerang ou l'éclater contre le sol et s'envoler à travers des anneaux magiques.
Le code couleur des œufs est également un élément du gameplay. Lorsque Billy percute un fruit alors qu'il tient un œuf dans ses bras, ce dernier grossit jusqu'à ce qu'il clignote pour annoncer son éclosion prochaine. Billy peut alors décider de déclencher l'éclosion et obtenir ainsi l'aide d'un animal (dont la nature dépend de la couleur de l'œuf), de bonus ou obtenir des vies supplémentaires. Avec des variables telles que la taille de l'œuf, sa couleur, les nombreux bonus, Billy Hatcher and the Giant Egg offre plusieurs manières d'aborder le jeu.
Le joueur doit faire attention à l'œuf que Billy porte car les attaques ennemies ou les collisions avec les éléments du décor les endommagent. La jauge présente en bas à droite de l'écran renseigne sur la fissuration de la coquille, si elle rompt, aucun item ne pourra être récupéré.

### Œufs
Le jeu comprend 72 œufs différents à manipuler. Certains œufs particuliers sont cachés dans le jeu. Une fois qu'une quantité suffisante de pièces est collectée par Billy, ces œufs deviennent contrôlables. Ils renferment des créatures de l'univers Sega issu des jeux Sonic the Hedgehog, Nights into Dreams, et Samba de Amigo.
Liste des Œufs de la Sonic Team :
- Sonic - Requiert 135 Chick Coins, caché dans la 3e mission de Dino Mountain.
- Tails - 155 Chick Coins, dans la 5e mission de Sand Ruins.
- Knuckles - 215 Chick Coins, caché dans Forest Village (y aller avec Bantam).
- Chaos - 25 Chick Coins, Forest Village.
- Kapu Kapu - 35 Chick Coins, dans la 5e mission de Pirate's Island.
- Nights - à Giant Palace avec 180 Chick Coins.
- Amigo - 100 Chick Coins, caché dans la 4e mission de Circus Park.
- Rag Rappy, dans Sand Ruin.

### Niveaux
Billy Hatcher and the Giant Egg se répartit sur sept niveaux, Les six premiers sont visibles dès le début et le septième est déverrouillé lorsque les objectifs des précédents sont atteints. Chaque niveau est divisé en une série de missions que Billy doit remplir et collecter des emblèmes de courage. Le joueur obtient alors une note correspondant à son habileté à remplir la mission, obtenir un 'S' est la distinction suprême. Le jeu compte huit missions par niveau ; Billy peut participer à la réussite des cinq premières, les trois autres étant réservées à ses camarades jouables Rolly, Chick et Bantam.
Les niveaux sont les suivants : Forest Village (le sage captif s'appelle Oma-Oma), Pirates Island (où est détenu le sage Uri-Uri), Dino Mountain (le sage Ura-Ura doit y être délivré), Blizzard Castle (où se situe Ponee, seule sage féminin du jeu), Circus Park (où Billy doit libérer le sage Allani), Sand Ruin, Meri-Meri (dernier sage y est emprisonné), et Giant Palace.

## Accueil
Billy Hatcher and the Giant Egg reçoit des critiques « mitigées ou moyennes », selon l'agrégateur Metacritic. Au Japon, Famitsu lui attribue un score de quatre huit pour un total de 32 sur 40.
Les critiques saluent les graphismes et la musique, le style de jeu, la présentation et le mode multijoueur, tout en citant des problèmes de physique, de caméra et une intrigue simple. Il est nommé à la 1re édition des British Academy Game Awards dans la catégorie « meilleur jeu GameCube ». Le jeu est un échec commercial, ne se vendant qu'à environ 250 000 exemplaires dans le monde. 

## Postérité
En raison des faibles ventes du jeu, Sega hésite à envisager une suite. Malgré cela, Billy apparaît dans plusieurs autres titres de Sega, dont Sega Superstars, Sonic Riders: Zero Gravity, et Sonic and Sega All-Stars Racing. Billy et plusieurs personnages du jeu apparaissent également dans Worlds Unite, une histoire croisée de 2015 entre les séries de bandes dessinées Sonic et Mega Man publiées par Archie Comics. En décembre 2022, le concepteur de Sonic Team, Shun Nakamura, déclare qu'il aimerait faire une suite pour le jeu.